# Reichenau im Mühlkreis
Reichenau im Mühlkreis ist eine Marktgemeinde in Oberösterreich im Bezirk Urfahr-Umgebung im Unteren Mühlviertel mit 1321 Einwohnern (Stand 1. Jänner 2024).

## Geografie
Reichenau im Mühlkreis liegt auf 667 m Höhe im oberen Mühlviertel. Die Ausdehnung beträgt von Nord nach Süd 5,1 und von West nach Ost 4,7 Kilometer. Die Gesamtfläche umfasst 9,54 Quadratkilometer.

### Klima
|                        | Jan  | Feb  | Mär  | Apr  | Mai  | Jun  | Jul  | Aug  | Sep  | Okt  | Nov  | Dez  |   |      |
| Mittl. Temperatur (°C) | −3,0 | −2,0 | 1,6  | 6,5  | 11,9 | 14,9 | 16,8 | 16,0 | 11,5 | 7,0  | 1,7  | −1,8 | ⌀ | 6,8  |
| Mittl. Tagesmax. (°C)  | 0,6  | 2,3  | 6,6  | 12,4 | 17,7 | 20,3 | 22,4 | 21,9 | 17,3 | 12,4 | 5,5  | 1,3  | ⌀ | 11,8 |
| Mittl. Tagesmin. (°C)  | −5,7 | −5,0 | −1,6 | 2,1  | 6,7  | 9,6  | 11,5 | 11,3 | 7,7  | 3,6  | −1,0 | −4,5 | ⌀ | 2,9  |
|                        |      |      |      |      |      |      |      |      |      |      |      |      |   |      |
| Niederschlag (mm)      | 81   | 70   | 84   | 57   | 78   | 88   | 105  | 102  | 68   | 61   | 69   | 80   | Σ | 943  |

| −5,7 |

| −5,0 |

| −1,6 |

| 2,1 |

| 6,7 |

| 9,6 |

| 11,5 |

| 11,3 |

| 7,7 |

| 3,6 |

| −1,0 |

| −4,5 |

| −5,7 |

| −5,0 |

| −1,6 |

| 2,1 |

| 6,7 |

| 9,6 |

| 11,5 |

| 11,3 |

| 7,7 |

| 3,6 |

| −1,0 |

| −4,5 |

### Gemeindegliederung
Das Gemeindegebiet umfasst folgende Ortschaften (in Klammern Einwohnerzahl Stand 1. Jänner 2024):
- Glashütten (51)
- Habruck (66) samt Höf
- Ramberg (313)
- Reichenau im Mühlkreis (817)
- Zeil (74)

Die Gemeinde gehörte bis 2012 zum Gerichtsbezirk Leonfelden und ist seit dem 1. Jänner 2013 Teil des Gerichtsbezirks Freistadt.

### Nachbargemeinden
| Zwettl an der Rodl    | Bad Leonfelden                              | Schenkenfelden           |
| Sonnberg im Mühlkreis | Kompassrose, die auf Nachbargemeinden zeigt | Ottenschlag im Mühlkreis |
| Hellmonsödt           | Haibach im Mühlkreis                        |                          |

## Geschichte

### Ortsgeschichte
Ursprünglich im Ostteil des Herzogtums Bayern liegend, gehörte der Ort seit dem 12. Jahrhundert zum Herzogtum Österreich, seit 1490 zum Fürstentum Österreich ob der Enns.
Im Jahr 1209 wird der Ort erstmals urkundlich erwähnt, als ein gewisser Salmannus de richenowe Besitzer der späteren Burg Reichenau war.
Während der Napoleonischen Kriege war der Ort mehrfach besetzt, ist seither wieder bei Oberösterreich.
Nach dem Anschluss Österreichs an das Deutsche Reich am 13. März 1938 wurde Oberösterreich zum Gau Oberdonau. Nach 1945 erfolgte die Wiederherstellung Oberösterreichs.

### Einwohnerentwicklung
Die starke Zunahme der Bevölkerung erfolgte, da sowohl die Geburtenbilanz als auch die Wanderungsbilanz positiv waren.

## Kultur und Sehenswürdigkeiten

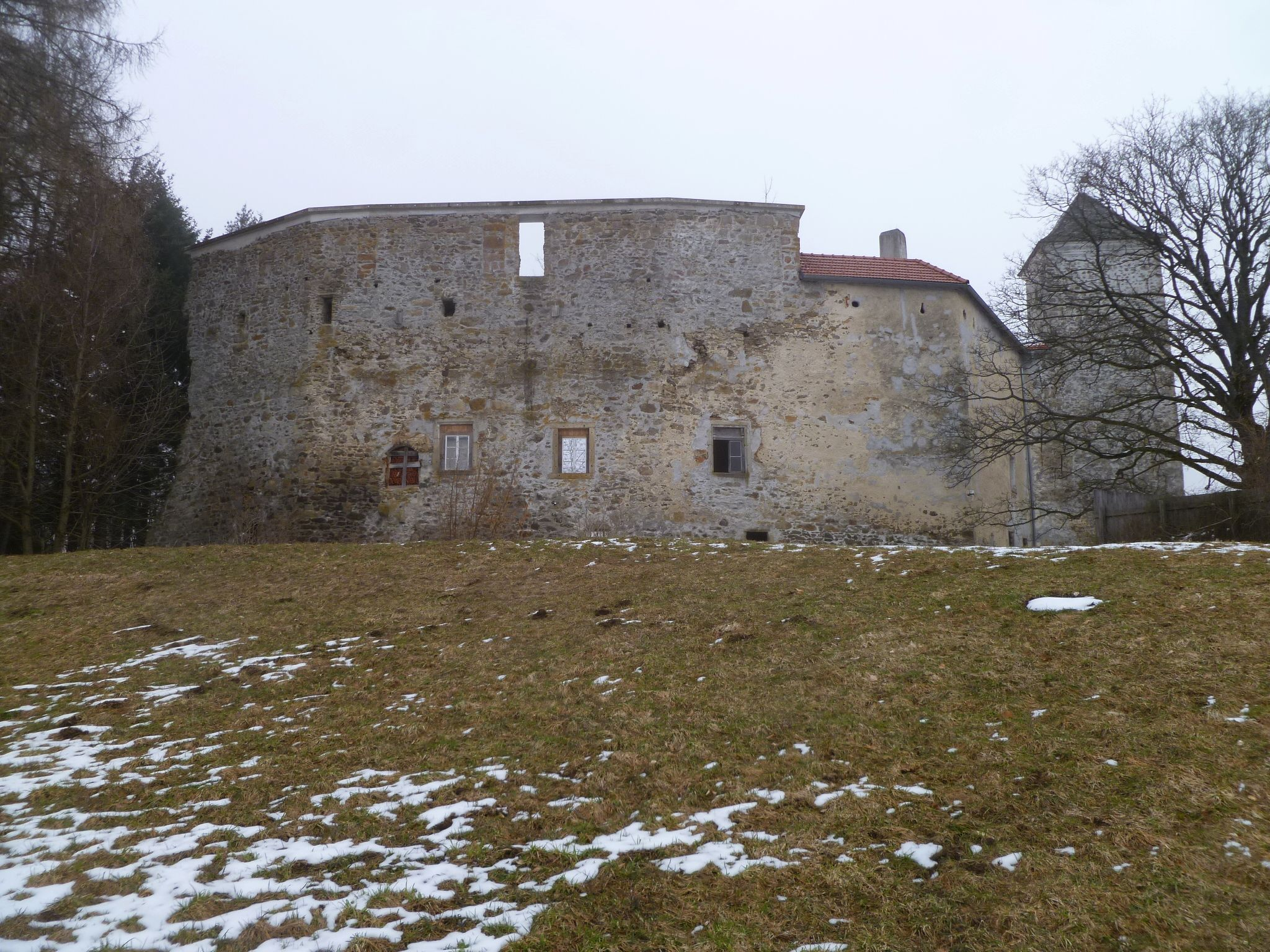
Burgruine Reichenau

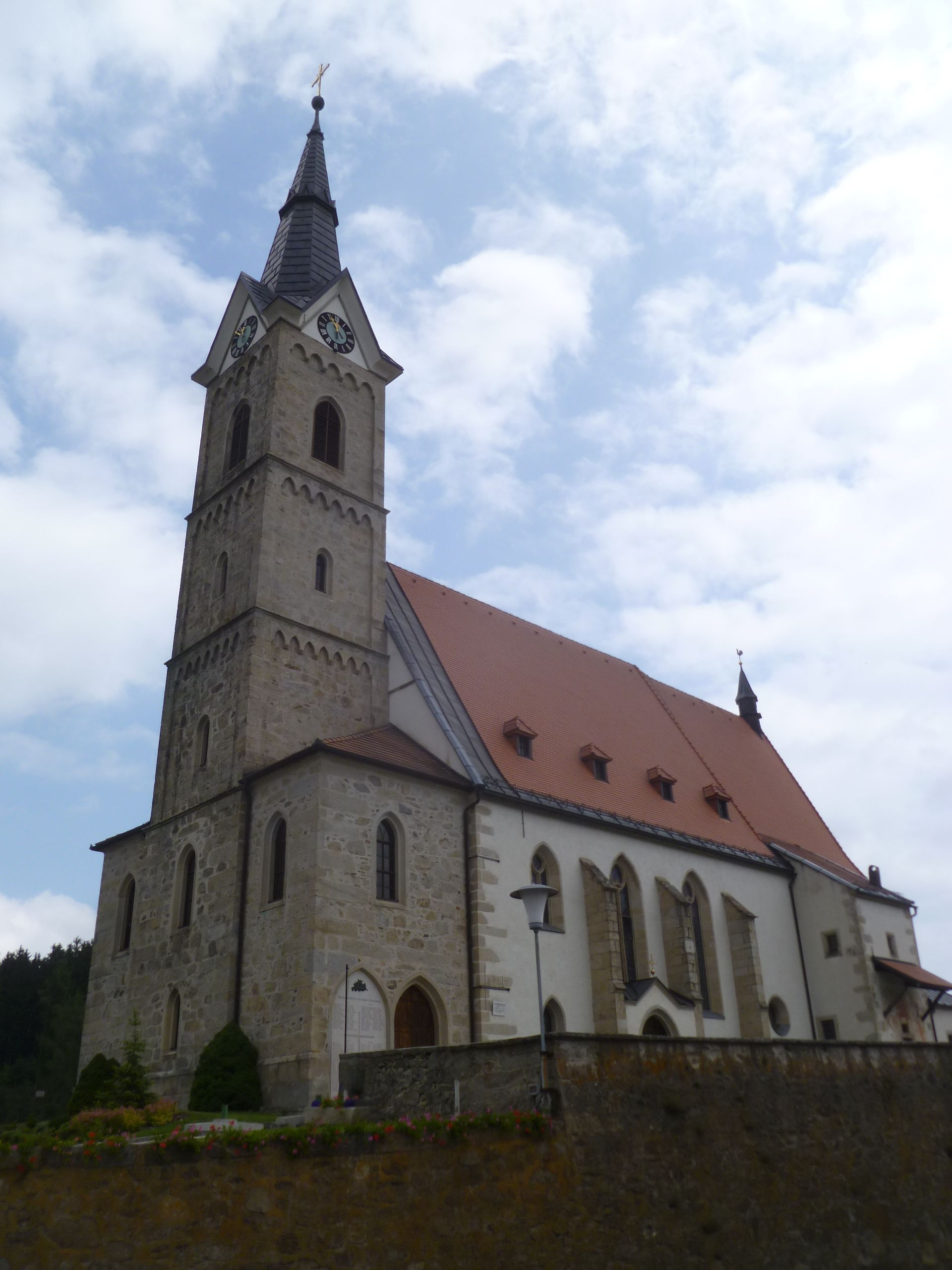
Pfarrkirche Reichenau im Mühlkreis

- Burgruine Reichenau: Eine im 14. Jahrhundert erbaute Burg, die heute als Aufführungsort der „Burgfestspiele Reichenau“ dient.
- Pfarrkirche Reichenau im Mühlkreis

## Wirtschaft und Infrastruktur
Von den 36 landwirtschaftlichen Betrieben des Jahres 2010 waren 20 Haupterwerbsbauern, die 77 Prozent der Flächen bewirtschafteten. Im Produktionssektor arbeiteten 8 Erwerbstätige im Bereich Herstellung von Waren und 4 in der Bauwirtschaft. Die wichtigsten Arbeitgeber des Dienstleistungssektors waren die Bereiche soziale und öffentliche Dienste (62) und der Handel (45 Mitarbeiter).
| Wirtschaftssektor            | Anzahl Betriebe | Anzahl Betriebe | Erwerbstätige | Erwerbstätige |
| Wirtschaftssektor            | 2011            | 2001            | 2011          | 2001          |
| ---------------------------- | --------------- | --------------- | ------------- | ------------- |
| Land- und Forstwirtschaft 1) | 36              | 44              | 34            | 32            |
| Produktion                   | 6               | 7               | 12            | 21            |
| Dienstleistung               | 58              | 36              | 150           | 147           |

1) Betriebe mit Fläche in den Jahren 2010 und 1999

### Sicherheit

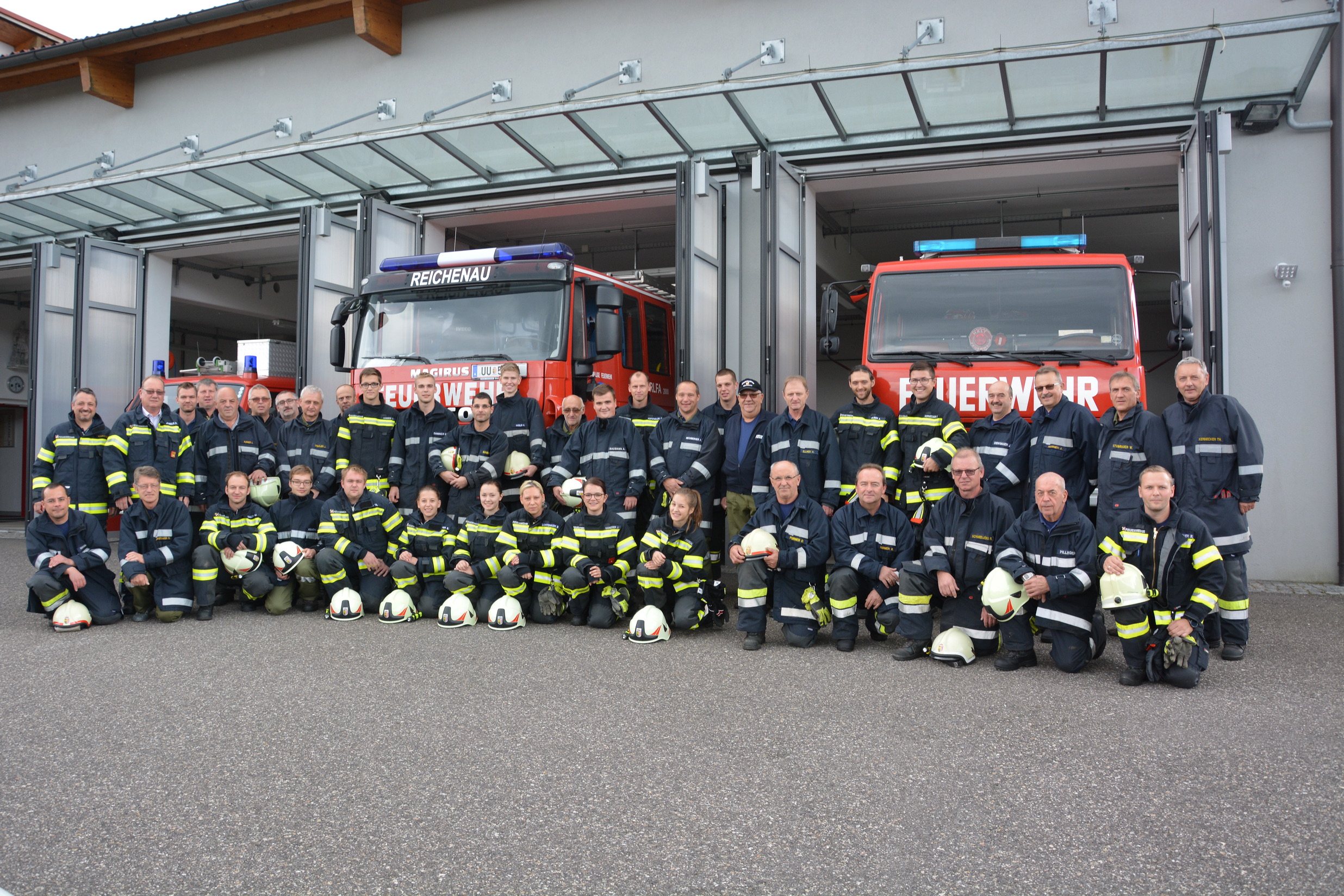
Feuerwehr Reichenau

- Freiwillige Feuerwehr

### Vereine
- Landjugend
- Musikverein Reichau-Haibach-Ottenschlag
- Sport Union Reichenau-Haibach-Ottenschlag
- Tourismusverband Reichenau
- Verein Burgfestspiele Reichenau[8]

## Politik

### Gemeinderat
Der Gemeinderat hat 19 Mitglieder.
- Mit den Gemeinderats- und Bürgermeisterwahlen in Oberösterreich 1997 hatte der Gemeinderat folgende Verteilung: 7 ÖVP, 3 SPÖ, 2 WGR und 1 FPÖ.[9]
- Mit den Gemeinderats- und Bürgermeisterwahlen in Oberösterreich 2003 hatte der Gemeinderat folgende Verteilung: 11 ÖVP, 5 SPÖ, 2 WGR und 1 FPÖ.[10]
- Mit den Gemeinderats- und Bürgermeisterwahlen in Oberösterreich 2009 hatte der Gemeinderat folgende Verteilung: 13 ÖVP, 4 SPÖ, 1 FPÖ und 1 WGR.[11]
- Mit den Gemeinderats- und Bürgermeisterwahlen in Oberösterreich 2015 hatte der Gemeinderat folgende Verteilung: 15 ÖVP und 4 FPÖ.[12]
- Mit den Gemeinderats- und Bürgermeisterwahlen in Oberösterreich 2021 hat der Gemeinderat folgende Verteilung: 8 ÖVP, 8 MiR, 2 SPÖ und 1 FPÖ.[13]

### Bürgermeister
- 1850–1861 Benedikt Mayrhofer
- 1861–1864 Karl Walchshofer
- 1864–1867 Michael Weglehner
- 1867–1870 Franz Stingeder
- 1870–1876 Franz Schenkenfelder
- 1876–1880 Michael Denkmaier
- 1880–1882 Josef Horner
- 1882–1900 Johann Rechberger
- 1900–1903 Johann Hochreiter
- 1903–1919 Johann Rechberger
- 1919–1938 Franz Stingeder
- 1938–1942 Karl Klopf
- 1942–1943 Josef Greul
- 1943–1945 Josef Leitner
- 1945–1946 Rupert Hartl
- 1946–1955 Franz Reingruber
- 1955–1967 Johann Enzenhofer
- 1967–1970 Gustav Wienerroither
- 1970–1997 Hubert Pargfrieder
- 1997–2006 Josef Rechberger (ÖVP)
- 2006–2021 Hermann Reingruber (ÖVP)
- seit 2021 Peter Paul Rechberger (MiR)[1]

### Wappen
Das Wappen wurde 1639 gemeinsam mit der Markterhebung von Kaiser Ferdinand III. verliehen. Es zeigt auf einem blauen Hintergrund ein rotes Herz mit den Initialen F.III.

## Persönlichkeiten

### Söhne und Töchter der Gemeinde
- Johann Pauckner (1793–1858), Bauernmöbeltischler[15]
- Johann David Sauerländer (1881–1969), Jurist
- Rupert Hartl (1921–2006), Jurist und Politiker
- Helmut Hilpert (1923–1942), Pianist und Komponist

### Mit der Gemeinde verbundene Persönlichkeiten
- Christian Birngruber (* 1983), Polizeibeamter, Duathlet und Triathlet

## Trivia
Die Gemeinde Reichenau im Mühlkreis ist Sitz von drei Bürgermeistern, weil auch die Bürgermeister der Nachbargemeinden Haibach im Mühlkreis und Ottenschlag im Mühlkreis im Gemeindeamt von Reichenau residieren.